# Palazzo del Vescovo dei Mezzani

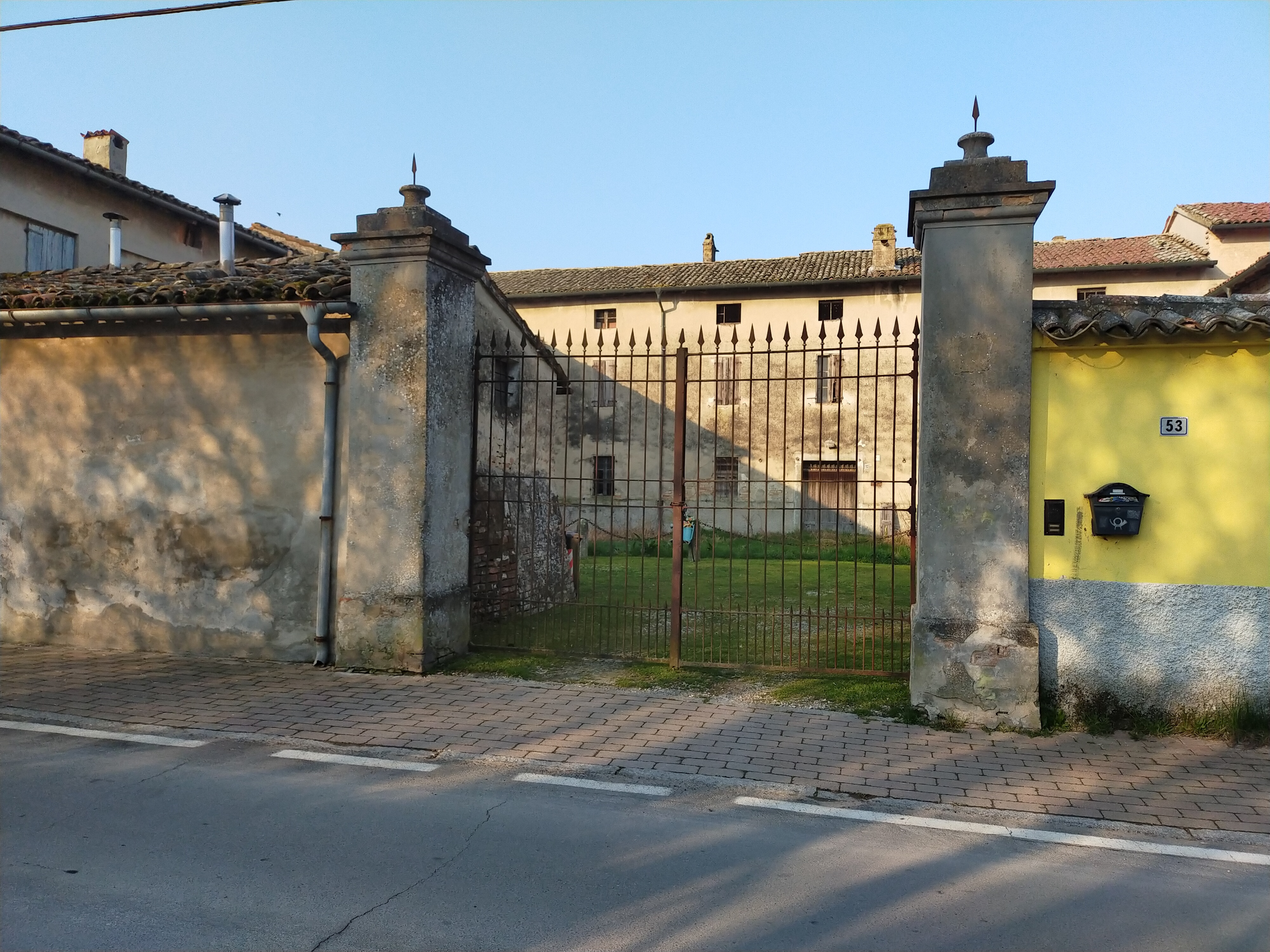
Eingangstor zum Hof des Palazzo del Vescovo dei Mezzani

Der Palazzo del Vescovo ist ein Palast in Mezzano Superiore, einem Ortsteil von Sorbolo Mezzani in der italienischen Region Emilia-Romagna. Er war eine Residenz des Bischofs von Parma, der bis 1763 Graf des Lehens Mezzani war. Der Palazzo liegt in der Via Giacomo Matteotti.

## Geschichte
Kaiser Karl der Große verlehnte 880 dem Bischof von Parma die Wasserläufe Po, Parma, Enza und Taro, sowie die Inseln, die sich darin befinden. Dieses Privileg wurde im Jahre 973 von Otto III. und im Jahre 1195 von Heinrich VI. bestätigt. Aus diesem Grunde wurden Mezzano Superiore und Mezzano Inferiore, die ursprünglich aus Inseln im Po bestanden, automatisch Besitzungen des Episkopates. Als sich diese beiden Territorien Parma anschlossen, wollte der Bischof die Bevölkerung begünstigen, indem er die Gebiete als Lehen an die Bauern vergab, die sich verpflichtet hatten, sie zu bebauen und von ihnen zu profitieren. Es handelte sich um einen eigenen, autonomen Staat mit einem Podestaten, der vom Episkopat von Parma, das das Territorium verwaltete und dort Recht sprach, ernannt wurde.

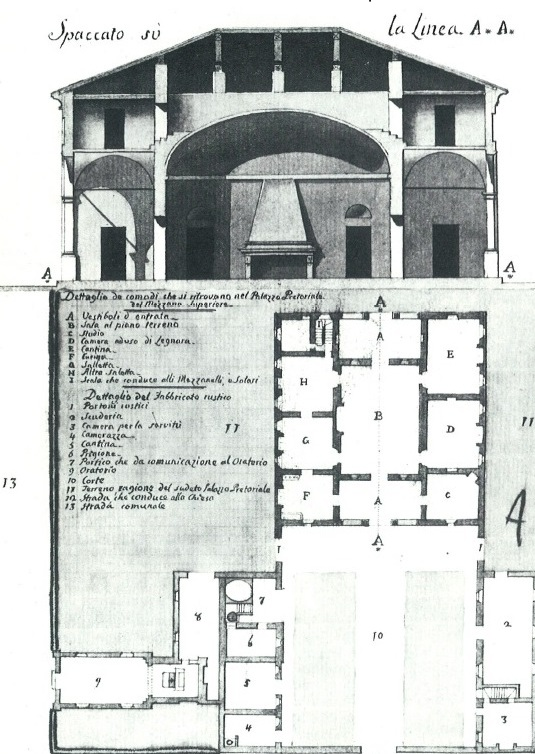
Grund- und Aufriss des Palastprojektes

Im 16. Jahrhundert beauftragte Monsignore Ferdinando Farnese, der in den Jahren 1573–1606 Bischof von Parma war, den Bau eines Palastes in Mezzano Superiore. Dieses Gebäude wurde allerdings nie fertiggestellt, aber aus einigen zeitgenössischen Zeichnungen weiß man, dass es großartig geworden wäre. In dem Palast wohnte der Bischof während seiner Besuche und der Podestat wohnte dort und übte seine Funktionen aus. Im selben Gebäude fanden sich auch die Polizeiverwaltung, eine kleine Garnison, das Archiv und die Gefängnisse und im vorgelagerten Hof waren Ställe für acht Pferde und eine Remise untergebracht. Die damaligen Beobachter nannten ihn „von fester Bauart, gut angeordnet und geeignet für eine größere Zahl von Menschen“.
Weitere Zeugen nannten den Palast „einen komfortablen Rückzugsort, der in drei Stunden oder weniger bequem von der Stadt aus erreicht werden kann (...), ohne jegliche Verzögerung und ohne die Benutzung von gefährlichen Wegen, Flüssen oder Bächen. Die Bischöfe blieben dort mit großen Wohnungen und mit Lebensmitteln sehr gut von der Kirche bedient. Sie genießen dort immer noch die Zerstreuung am Po und beim Fischen. Es herrscht dort eine gemäßigte Luft, auch die Kirche von Parma hat keine andere behagliche Wohnung auf dem Lande als diese (...)“ Man sagte darüber hinaus, dass er in Kriegszeiten ein sicherer Zufluchtsort sein könnte, nicht weit entfernt von „einem beträchtlichen Teil der Diözese, die im Bundesstaat Modena und nicht weit von der Stadt entfernt liegen.“
Anschließend an den Palast ließ Bischof Farnese 1575 das Rochusoratorium errichten. Da das Geld, das für dessen Bau verwendet wurde, von den Geldstrafen stammte, die Gesetzesbrechern auferlegt wurden, sagte man: „Iniquitates peccatorum fabricaverunt me“ (dt.: Die Missetaten der Sünder haben mich geschmiedet).
1763, als Mezzano Superiore und Mezzano Inferiore an das Herzogtum Parma und Piacenza fielen, verlor der Palast seine öffentlichen Funktionen und wurde später verkauft, sodass er in private Hände gelangte.
Auch wenn das Gebäude im Laufe der Jahre umgebaut wurde, da es für andere Zwecke als die ursprünglichen verwendet wurde, zeigt es heute noch, zumindest von außen, den ursprünglichen Aufbau mit einem zentralen, von Gebäuden umgebenen Innenhof, den beiden Seitenflügeln und der Umfassungsmauer mit Eingangstor. Von dem Oratorium dagegen, das Bischof Farnese errichten ließ, findet sich heute keine Spur mehr.